# Il buco (film 2021)
Il buco è un film del 2021 diretto da Michelangelo Frammartino.
È stato presentato in concorso alla 78ª Mostra internazionale d'arte cinematografica di Venezia.

## Trama
Nel 1961 un gruppo di speleologi provenienti dal Nord si addentra all'interno dell'inesplorato Abisso di Bifurto, una grotta profonda 683 metri nel parco nazionale del Pollino. Il passaggio dalla vita alla morte di un vecchio pastore in agonia e l'arrivo degli esploratori al termine dell'abisso procedono parallelamente e si concludono all'unisono.

## Distribuzione
Il film è stato presentato in anteprima il 4 settembre 2021 in concorso alla 78ª Mostra internazionale d'arte cinematografica di Venezia.

## Riconoscimenti
- 2021 - Mostra internazionale d'arte cinematografica
  - In concorso per il Leone d'oro al miglior film
  - Premio Speciale della giuria
  - Premio "Pellicola d'oro come miglior operatore alla camera" all'operatore Luca Massa
- 2021 - Ciak d'oro
  - Migliore fotografia a Renato Berta
  - Miglior sonoro in presa diretta a Simone Paolo Olivero